# Juweeltje (muziek)
De term juweeltje (ook wel pareltje) wordt bij het bespreken van muziekwerken nogal eens gebruikt om aan te geven dat een compositie weliswaar geen groot, vooraanstaand, indrukwekkend of belangrijk werk is, maar dat het ondanks bescheiden omvang, duur of bezetting toch een prachtig stukje muziek is.
Juweeltjes waren vooral in de 19e eeuw geliefd in de muziek die in salons ten gehore werden gebracht. 
Veel kortere stukken uit het klassieke repertoire overleefden omdat ze erg geliefd waren bij het grote publiek. Dit soort stukken werden ook vaak als encore gespeeld in concerten.
Het genre van het kortere salonstuk bevat vele juweeltjes. Vaak zijn het redelijk pretentieloze stukken, die toch een mooie sfeer weergeven, of erg welluidend zijn, en opvallen door hun eenvoudige schoonheid.
Een aantal componisten schreven bundels met kortere werken, die min of meer salonesk zijn, zoals Edvard Griegs "Lyrische Stukken" en Felix Mendelssohns "Lieder ohne Worte". Onder deze stukken bevinden zich vele juweeltjes. Ook sommige minder bekende componisten leven voort doordat hun juweeltjes de geschiedenis overleefden, zoals Zdeněk Fibich die voornamelijk door een pianowerkje getiteld "Poem" bekend werd.